# Verteidigungsbezirkskommando 84

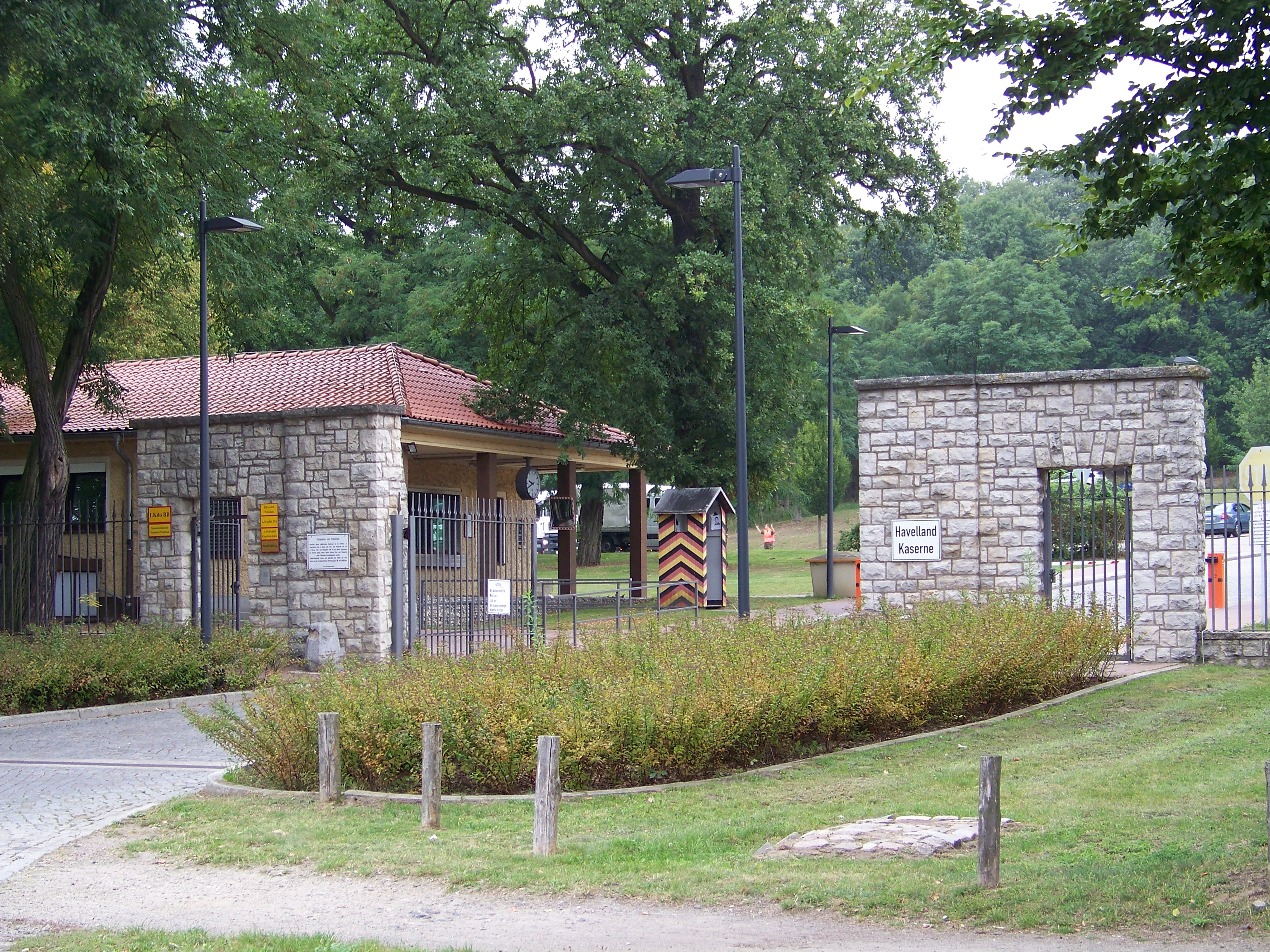
Sitz des Stabes: die Havelland-Kaserne in Potsdam-Eiche

Das Verteidigungsbezirkskommando 84 war ein Verteidigungsbezirkskommando der Bundeswehr mit Sitz des Stabs in Potsdam. Hauptaufgabe des Kommandos war die Territoriale Verteidigung in seinem Verteidigungsbezirk.

## Geschichte

### Aufstellung
Nach der Wiedervereinigung wurden im ehemaligen Militärbezirk V der Landstreitkräfte der Nationalen Volksarmee zügig die aus Westdeutschland bekannten territorialen Strukturen geschaffen (vgl. die Gliederung des Territorialheeres um 1989). Das Verteidigungsbezirkskommando 84 wurde zur Einnahme der Heeresstruktur V Anfang der 1990er-Jahren als Teil des Territorialheeres ausgeplant und dem Befehlshaber im Wehrbereich VIII unterstellt. Angelehnt an die zivile Verwaltungsgliederung in Westdeutschland sollte der Verteidigungsbezirk in etwa einem (zukünftigen) Regierungsbezirk entsprechen. Bei der Aufstellung orientierte man sich aber beim Zuschnitt des neuen Verteidigungsbezirks zunächst noch ungefähr an dem aus der Deutschen Demokratischen Republik bekannten Bezirk Potsdam. Entsprechend war auch der Standort des Stabs Potsdam.

### Fusion mit dem Stab der Panzerbrigade 42
Mitte der 90er-Jahre wurden in der Bundeswehrführung Pläne erprobt, die Stäbe jeweils eines Verteidigungsbezirkskommandos und einer Brigade zur Einnahme der Heeresstruktur V (N) analog zur Zusammenfassung der Divisions- und Wehrbereichskommandostäbe sowie beim Korps/Territorialkommando Ost zu fusionieren. Das Verteidigungsbezirkskommando 84 war eine der wenigen Dienststellen auf Brigadeebene wo diese Zusammenfassung (ansatzweise) erfolgte. Der Stab des Verteidigungsbezirkskommandos fusionierte zum 1. Januar 1995 mit dem Brigadestab der Panzerbrigade 42 zur „Panzerbrigade 42/Verteidigungsbezirkskommando 84“. Die Rücknahme dieser Fusion wurde bereits Anfang 1996 mit Wirkung ab 1. Oktober 1996 angeordnet.

### Wechsel zum Wehrbereichskommando VII
Zum 1. Oktober 1997 wurde das Wehrbereichskommando VIII aufgelöst. Die Führung der Verteidigungsbezirkskommandos in Brandenburg, also auch die Führung des Verteidigungsbezirkskommandos 84, wurde dem Wehrbereichskommando VII übertragen.

### Vergrößerung des Verteidigungsbezirks
Analog zu Reduzierung der Anzahl der Verteidigungsbezirkskommandos in anderen Ländern entfiel in Brandenburg zum 31. März 1999 das Verteidigungsbezirkskommando 83. Da in Brandenburg anders als in einigen anderen ostdeutschen Ländern keine Regierungsbezirke eingerichtet wurden, musste man sich bei der Neuabgrenzung der Verteidigungsbezirke nicht an den Zuständigkeitsbereichen staatlicher Mittelbehörden orientieren. Der westliche Teil des Verteidigungsbezirks 83, der insgesamt in etwa dem Bezirk Cottbus der untergegangenen Deutschen Demokratischen Republik entsprach, wurde dem Verteidigungsbezirk 84 eingegliedert.

### Wechsel in die Streitkräftebasis
2001 wurde das Territorialheer aufgelöst. Die Wehrbereichskommandos und Verteidigungsbezirkskommandos wurden der neu aufgestellten Streitkräftebasis unterstellt. Die Wehrbereiche und Verteidigungsbezirke wurden grundlegend neu geordnet und ihre Anzahl reduziert. Der bereits 1999 neu zugeschnittene Verteidigungsbezirk 84 blieb aber unverändert erhalten.  Das Verteidigungsbezirkskommando 84 wurden dem „neu“ aufgestellten Wehrbereichskommando III unterstellt. Die unterstellten Verteidigungskreiskommandos wurden aufgelöst und seine Aufgaben teils den neu aufgestellten Kreisverbindungskommandos übertragen.

### Auflösung
Das Verteidigungsbezirkskommando wurde 2007 außer Dienst gestellt. Einige seiner Aufträge wurden dem neu aufgestellten Landeskommando Brandenburg sowie den unterstellten Bezirksverbindungskommandos übertragen.

## Verbandsabzeichen

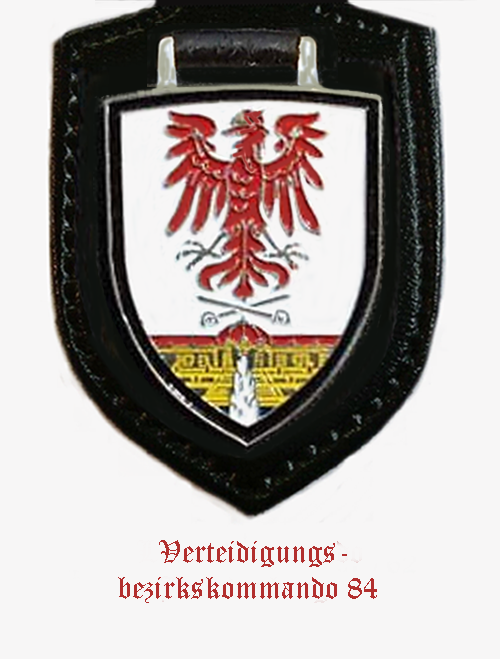
Internes Verbandsabzeichen des Stabes/Stabskompanie

Das Verteidigungsbezirkskommando führte aufgrund seiner Ausplanung als überwiegend nicht aktiver Truppenteil kein eigenes Verbandsabzeichen. Die wenigen aktiven Soldaten trugen daher das Verbandsabzeichen des übergeordneten Wehrbereichskommandos.
Als „Abzeichen“ wurde daher unpräzise manchmal das interne Verbandsabzeichen des Stabes und der Stabskompanie „pars pro toto“ für das gesamte Verteidigungsbezirkskommando genutzt. Das interne Verbandsabzeichen zeigte als Hinweis auf den Stationierungsraum als Figuren den Brandenburgischen Adler wie im Landeswappen und Schloss Sanssouci mit Weinbergterrassen und großer Fontäne in Potsdam. Die gekreuzten Schwerter waren ein für das Heer typisches Symbol und wurden ähnlich beispielsweise an der Schirm- und Bergmütze des Heeres getragen.